# Bảo tàng các dân tộc Việt Nam tại Đắk Lắk
Bảo tàng Đắk Lắk toạ lạc tại 04 Nguyễn Du nay là 02 Y Ngông, được bao bọc bởi 3 đường Lê Duẩn, Y Ngông (trước đây là đường Nguyễn Du) và đường Lê Hồng Phong. Bảo tàng Đắk Lắk nằm trong khuôn viên rộng hơn 6ha của Di tích lịch sử quốc gia Biệt Điện Bảo Đại.

## Biệt Điện Bảo Đại
Biện Điện là một công trình kiến trúc gần gũi và mộc mạc với nét đặc trưng của đồng bào Tây Nguyên vừa có dáng nhà rông, lại có dáng nhà sàn của người Êđê hơn nữa lại có dáng nhà trệt của người M'Nông, đã ăn nhập với đời sống của con người nơi đây. Dựa vào công văn số 402/CV/BTBT ngày 16-2-1998 của Bộ Văn hóa - Thông tin thì ngôi Biệt Điện này với tuổi thọ trên 80 năm đã trở thành một công trình kiến trúc cổ. Khuôn viên Biệt Điện rất đa dạng về chủng loại và kích thước,là nơi duy nhất trong thành phố có nhiều cây nguyên sinh và cây cổ thủ với tuổi thọ hàng trăm năm như: cây long não, bằng lăng ối, châm mũi nhọn, sao đen....Nổi bật nhất là 2 cây long não đối xứng 2 bên cổng vào Biệt Điện với chu vi gốc trên 8m và tán lá bao trùm hơn 200m². Đây có thể là một trong những cây long não lớn nhất Việt Nam.

## Lịch sử

### Biệt Điện từ khi thành lập đến năm 1977

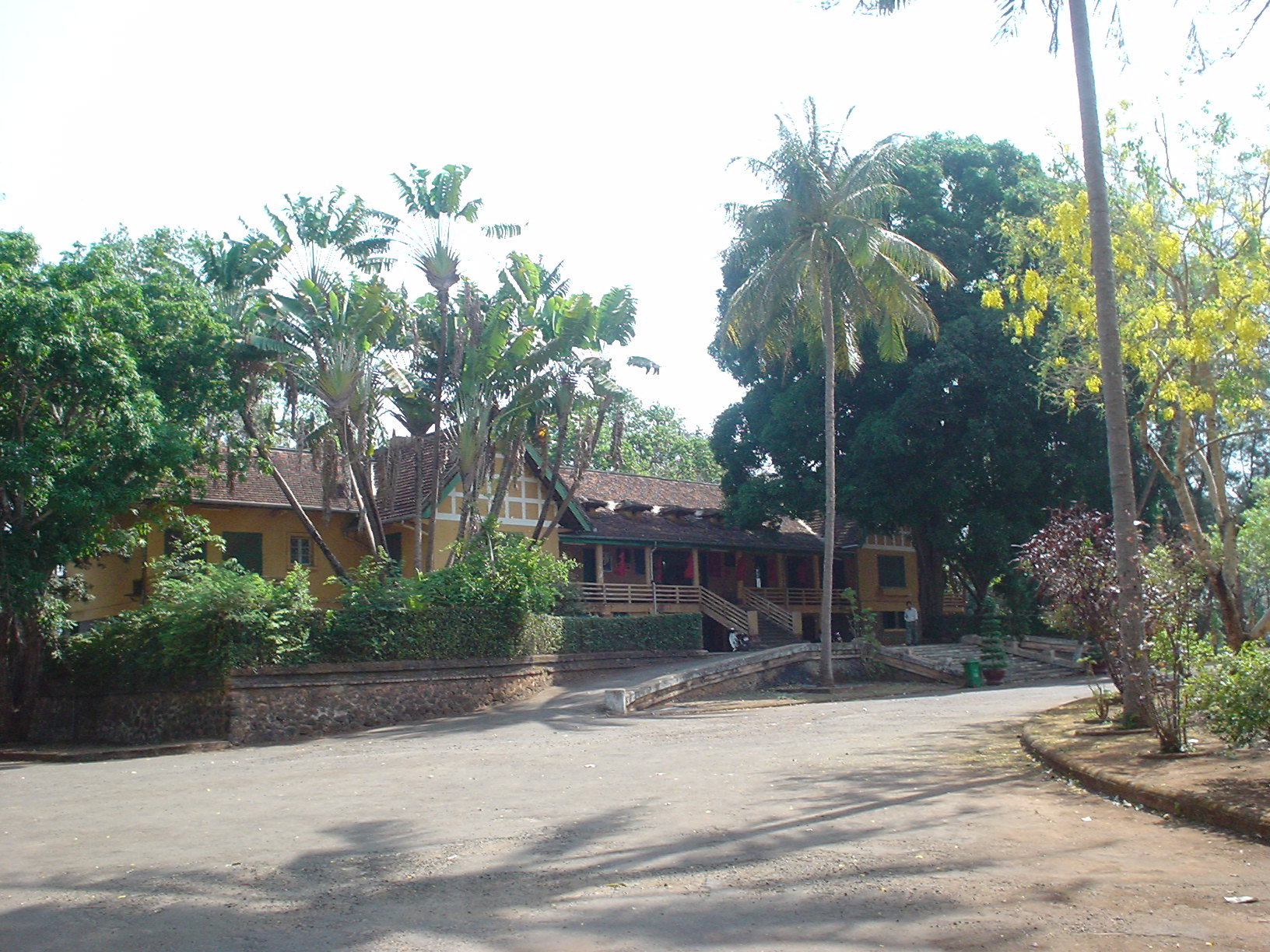
Mặt trước của Biệt điện

Năm 1926, Paul Giran-một công sứ pháp tại Đắk Lắk, đã cho xây dựng ngôi Biệt Điện này với gạch và vôi kiên cố và hoàn thành vào năm 1927. Từ đó dân địa phương gọi nơi này là Tòa công sứ.
Tháng 11 năm 1947 sau khi được chính phủ Pháp bảo lãnh, Vĩnh Thụy (Bảo Đại) về nước với danh nghĩa là Quốc trưởng. Bảo Đại đã đến đây và làm việc ở khu vực này khoảng 8 tháng (từ tháng 11 năm 1947 đến khoảng tháng 5 năm 1948). Những năm 1949-1954 hàng năm Bảo Đại thường tới đây vào đầu mùa mưa để nghỉ ngơi và săn bắn. Do đó ngôi nhà này có tên gọi là Biệt Điện Bảo Đại. Và cũng từ đó đến nay cái tên Biệt Điện luôn được đi kèm với chức danh của toàn khu vực như Tòa Công sứ Biệt Điện (1951), Tòa tỉnh trưởng Biệt Điện (1955), nhà khách Biệt Điện v.v....
Từ 1955-1975, Biện Điện là nơi diễn ra các sự kiện quan trọng trong cuộc kháng chiến chống thực dân Pháp, đế quốc Mỹ.
Sau năm 1977, tòa nhà được sử dụng làm nhà khách và một phần làm bảo tàng văn hóa các dân tộc Việt Nam tại Đắk Lắk.

### Biệt Điện từ năm 1977 đến năm 2011
Ban đầu Bảo tàng-một phần của Biệt Điện, với hơn 500 hiện vật, tư liệu và hình ảnh về cuộc kháng chiến chống thực dân Pháp và đế quốc Mỹ. Bảo tàng đã, vẫn và đang tiếp tục sưu tầm các hiện vật và tư liệu để làm phong phú thêm nguồn trưng bày.
Cụ thể năm 1984, Bảo tàng nhận các hiện vật, tư liệu và hình ảnh về 2 cuộc kháng chiến chống thực dân Pháp và đế quốc Mỹ của nhân dân địa phương từ Khoa Bảo tàng trường Đại học Văn hóa Hà Nội và năm 2007, Bảo tàng nhận trưng bày cột mốc biên giới giữa Việt Nam và Campuchia.
Ngày 27 tháng 5 năm 1991 Hội đồng Khoa học của Bảo tàng Đắk Lắk đã họp và thống nhất lấy tên là "di tích lịch sử số 04 Nguyễn Du" là tên chính thức thay cho Bảo tàng Biệt Điện. Theo quyết định số 675/QĐUB NGÀY 26-4-1975 của UBND tỉnh Đắk Lắk, thì tháng 4 năm 1996-nơi có ngôi nhà "đồ sộ" tên là Biệt Điện được giao cho Bảo tàng để trưng bày các sản phẩm văn hóa của dân tộc.

### Biệt Điện từ năm 2011 đến nay

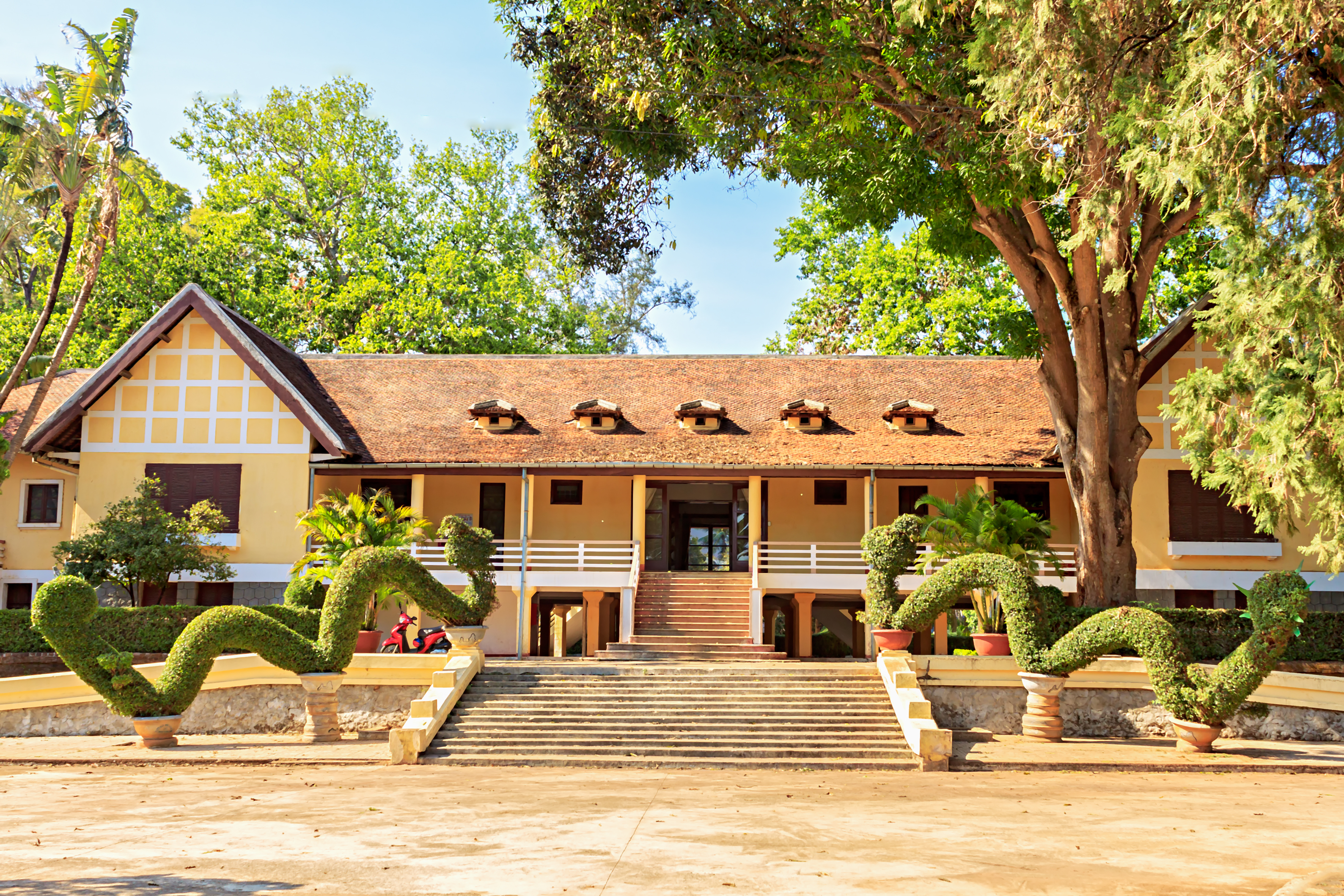
Biệt Điện Bảo Đại hiện nay (2015)

Biệt Điện đang trong quá trình trùng tu, bảo dưỡng và được sự quản lý trung tâm quản lý di tích Đắk Lắk. Bảo tàng Đắk Lắk được chính thức khánh thành trụ sở mới và đưa vào hoạt động từ ngày 21 tháng 11 năm 2011. Các hiện vật, tư liệu, hình ảnh và các phóng sự sinh động về đời sống cư dân nơi được trưng bày tại bảo tàng mới - Ngôi nhà dài theo kiến trúc của người Êđê truyền thống.

## Hiện vật trưng bày
Ở đây trưng bày rất nhiều hiện vật, hình ảnh có giá trị. Bảo tàng là một không gian thu nhỏ của núi rừng Tây Nguyên hùng vĩ với các loài động, thực vật; cây công nghiệp chủ lực của vùng và về văn hóa của 44 dân tộc cùng sinh sống tại Đắk Lắk, trong đó có không gian văn hóa cồng chiêng Tây Nguyên và các tập quán sinh hoạt, làm việc, cùng các vấn đề liên quan đến bản sắc văn hóa dân tộc được thể hiện rõ nét. Hơn thế nữa Bảo tàng có trưng bày các vật khảo cổ, vật dụng, hình ảnh và tư liệu về 2 cuộc kháng chiến chống thực dân Pháp và đế quốc Mỹ. Con người Tây Nguyên không những gần gũi trong sinh hoạt mà còn rất anh dũng trong đấu tranh giải phóng dân tộc.
Bảo tàng bao gồm ba khu trưng bày chính trên tầng 2 của tòa nhà:
- Khu giữa: Đa dạng sinh học.

Không gian trưng bày hiện vật, hình ảnh về hệ sinh thái và thổ nhưỡng của Tây Nguyên như là:
Rừng: thủy tùng, cẩm xe, gỗ xưa, cẩm lai...và các loại thuốc dân gian;
Động vật: báo, gấu chó, chồn bay...;
Khu sinh thái: hồ Lắk, thác Đray Nur;
Thổ nhưỡng: đất đỏ bazan, đất sét, đất xám...;
Cây công nghiệp: cây cà phê (còn được gọi là vàng đen), cao su (còn được gọi là vàng trắng), tiêu...;
- Khu bên trái: văn hóa dân tộc.

Không gian trưng bày hiện vật, hình ảnh về đời sống, sinh hoạt của con người Tây Nguyên tiêu biểu là người Êđê bản địa ngoài ra còn các dân tộc bản địa khác và một số dân tộc nhập cư như là:
Nông nghiệp: gùi, các dụng cụ trồng lúa của người bản địa;
Săn bắn hái lượm: thuyền độc mộc, giỏ, lao;
Dụng cụ bắt voi và thuần dưỡng voi;
Nhà dài và không gian trong nhà: ghế dài, bếp lửa, đồ trang sức;
Trang phục: Già làng, thầy cúng;
Nghề thủ công: diệt thổ cẩm, dệt chiếu, làm đồ gốm cuộn vải, lò rèn hơi bằng ống tre;
Cồng chiêng Tây Nguyên: cồng chiêng của người Êđê và Jarai;
Rượu cần Tây Nguyên với kích thước các chum to nhỏ khác nhau;
Nhạc cụ dân tộc: đàn đá,
Tang lễ: lễ bỏ mả và tượng nhà mồ;
Trang phục của một số dân tộc bản địa và các dân tộc nhập cư khác: người M'Nông, người Việt, người Dao, người Thái...;
- Khu bên phải: Lịch sử.

Không gian trưng bày hiện vật, hình ảnh về vật dụng của người cổ đại, vũ khí chiến đấu phục vụ trong cuộc kháng chiến chống thực dân Pháp và đế quốc Mỹ. Ngoài ra, còn các máy móc thiết bị phục vụ sản xuất đầu những năm hòa bình,...
Hóa thạch: hình ảnh ốc hóa thạch;
Đồ khảo cổ: trống đồng Đông Sơn, cồng chiêng, chén đĩa cổ và các dụng cụ dùng trong sinh hoạt thời kháng chiến;
Các hình ảnh và tư liệu về các chiến dịch trong cuộc kháng chiến giải phóng dân tộc: chiến dịch 1930-1954 (tiền, hình ảnh về nhà đày Buôn Ma Thuột, đồ dùng cách mạng); chiến dịch 1954-1975 (súng các loại, giường cách mạng); từ 1975 cho đến nay (máy đánh chữ, điện thoại, máy cưa, các con dấu của tư lệnh, cột mốc biên giới giữa Việt Nam và Campuchia năm 2007.

## Điểm tham quan du lịch
Hiện tại đây là một điểm tham quan thú vị của du khách trong và ngoài nước khi đến với Đắc Lắc.